# Gurszky István
Gurszky István, Gurszky István Imre (Vác, 1930. augusztus 6. – Budapest, Kispest, 1969. november 27.) szegedi könyvtáros, költő, műfordító, újságíró.

## Életútja
Dr. Gurszky Rezső és Matzenauer Terézia fia. A szegedi egyetem orosz intézetének könyvtárosaként tevékenykedett, s közben versei és publicisztikái rendszeresen jelentek meg a Délmagyarország című regionális napilapban és a Tiszatájban. Orosz, ukrán, belorusz és tatár írók, költők műveit fordította magyar nyelvre. 1952-ben Zuglóban feleségül vette Schönbrum Juditot. Az 1956-os forradalom kitörésének napján Rohanunk című verse szerepelt a lap címoldalán. A forradalom alatti szerepvállalásáért „a Népköztársaság államrendjének megdöntésére irányuló tevékenységben való aktív közreműködés" vádjával 8 évnyi börtönre ítélték. A börtönben súlyos betegséget szerzett, ez vezetett 1969-ben szívkoszorúér-rögösödés és érelmeszesedés miatt bekövetkezett halálához.

## ATiszatájbanmegjelent versei
- Anna Frank naplóját hallgatom (1958.3.10.)
- Édesanyák (1954.2.99.)
- A folyam hova visz (1956.5.377-378.)
- A Kárpátokból jöttem (1954.1.13.)
- Májusi fény (1958.4.8.)
- A szélkakas dala (1956.4.210.)
- Tavasz hasadtán (1956.2.70.)
- Téli este (1954.1.36.)